# Míškovice
Míškovice jsou obec v okrese Kroměříž ve Zlínském kraji. Leží zhruba sedm kilometrů jihozápadně od Holešova a deset kilometrů severozápadně od Zlína. Leží na severozápadním okraji Vizovické vrchoviny, v krajinné a etnografické oblasti Haná. Žije zde 700 obyvatel. 
Náves je netradičně orientována od západu na východ a táhne se téměř půl kilometru napříč celou obcí. V polovině ji protíná hlavní silnice, u které stojí obecní úřad a naproti němu tradiční hospůdka Na Kovárně. Náves je lemována zelení a sochami, včetně sochy sv. Josefa z roku 1895. Dominantou je  funkcionalistická stavba z roku 1927 – Kostel svatého Antonína Paduánského, postavený podle návrhu známého zlínského architekta F. L. Gahury.

## Název
Jméno vesnice původně znělo Nížkovice a bylo odvozeno od osobního jména Nížek. Výchozí tvar Nížkovici byl označením obyvatel vsi: "Nížkovi lidé". Počáteční M- (první doklad 1589) je nářečního původu.

## Historie
Historický vývoj obce je spjat s holešovským panstvím. První písemná zmínka o obci pochází z roku 1397 (villam Nyezkowicze). V té době ves náležela pánům ze Šternberka a byla součástí količínského panství.

## Přírodní poměry
Obec lemují menší lesy a okolí zahrnuje několik významných přírodních prvků:
- Biokoridor "BK 25" přímo v obci zahrnuje soustavu tří rybníků a dvou tůní, vytvářející unikátní ekosystém.
- Kurovický lom, přírodní památka, leží v těsné blízkosti obce. Tento bývalý vápencový lom nabízí návštěvníkům nejen možnost koupání, ale i pozorování vzácných druhů rostlin a živočichů.
- Nedaleko se nachází Přírodní park Záhlinické rybníky, rozsáhlá oblast lužních lesů o rozloze 500 ha, ideální pro pěší turistiku a cyklovýlety.

## Obecní správa

### Obecní symboly
Znak a vlajka byly obci uděleny rozhodnutím předsedy Poslanecké sněmovny Parlamentu České republiky dne 7. října 2003.

## Sportovní možnosti
V obci se nachází víceúčelové sportoviště s umělým povrchem, fotbalové hřiště, hasičské hřiště, malorážková a broková střelnice "Smrtný důl".

## Společenský život
Masopustní oslavy (vodění medvěda), Pouť svatého Antonína (13.6.), Oslavy svatého Floriana – patrona obce a SDH (4.5.), výstava ovoce a zeleniny (ČZS), výstava drobného zvířectva (ČSCH), otevírání vody (spolek Rybářů), branný závod dětí, dětský karneval, košt slivovice (ČZS), beseda se seniory, rozsvěcení vánočního stromu, plesy a taneční zábavy.

## Občanské vybavení
Pohostinství, prodejna smíšeného zboží, Česká Pošta, kadeřnictví, kosmetika, masáže, knihovna, kulturní dům, hasičská zbrojnice, dětské hřiště, venkovní otevřený prostor "Výletiště"

## Školy
V obci se nachází mateřská škola. Základní školu děti navštěvují v sousední obci Mysločovice, která je spádová pro 6 dalších okolních obcí.

## Doprava

### Silniční doprava
Obcí prochází v severojižním směru Silnice II/438, která spojuje Teplice nad Bečvou a Otrokovice. Tato komunikace se dále napojuje na Silnici I/55.
Míškovice mají dobré spojení s dálniční sítí. Nejbližší napojení na dálnice se nachází u exitu 16 Hulín, kde se kříží dálnice D1, D55 a D49. Tento exit je vzdálen přibližně 10 km od obce. Nejbližší plánované napojení bude exit 4 Třebětice na D49, vzdálené asi 7 km od obce.

### Autobusová doprava
Regionální doprava je zajišťována autobusy (4 linky), v obci se nachází 2 zastávky.

## Pamětihodnosti
- Kostel svatého Antonína Paduánského – Postavený podle návrhu architekta F.L.Gahury ze Zlína.[9]
- Kaple svatého Floriána, u hřbitova
- Socha svatého Josefa
- Socha Panny Marie Lurdské
- Pomník obětem první světové války

## Obyvatelstvo

### Struktura
Vývoj počtu obyvatel za celou obec i za jeho jednotlivé části uvádí tabulka níže, ve které se zobrazuje i příslušnost jednotlivých částí k obci či následné odtržení.
| Rok            | 1869 | 1880 | 1890 | 1900 | 1910 | 1921 | 1930 | 1950 | 1961 | 1970 | 1980 | 1991 | 2001 | 2011 | 2021 |
| -------------- | ---- | ---- | ---- | ---- | ---- | ---- | ---- | ---- | ---- | ---- | ---- | ---- | ---- | ---- | ---- |
| Počet obyvatel | 427  | 469  | 539  | 576  | 577  | 541  | 590  | 547  | 579  | 508  | 479  | 436  | 446  | 533  | 686  |
| Počet domů     | 68   | 78   | 83   | 89   | 93   | 95   | 115  | 128  | 134  | 134  | 131  | 145  | 156  | 176  | 218  |

## Galerie

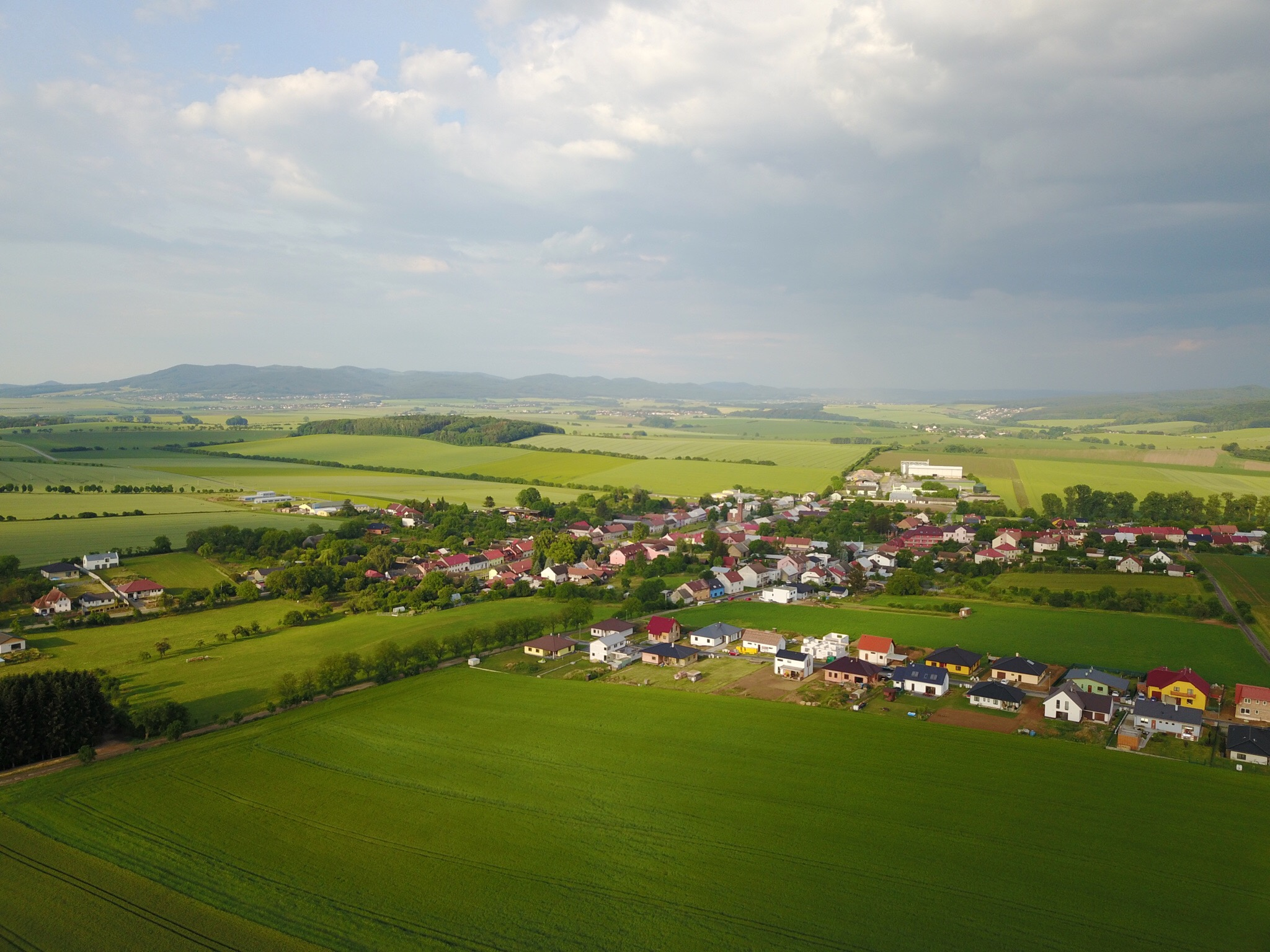
Letecký pohled na západní část obce
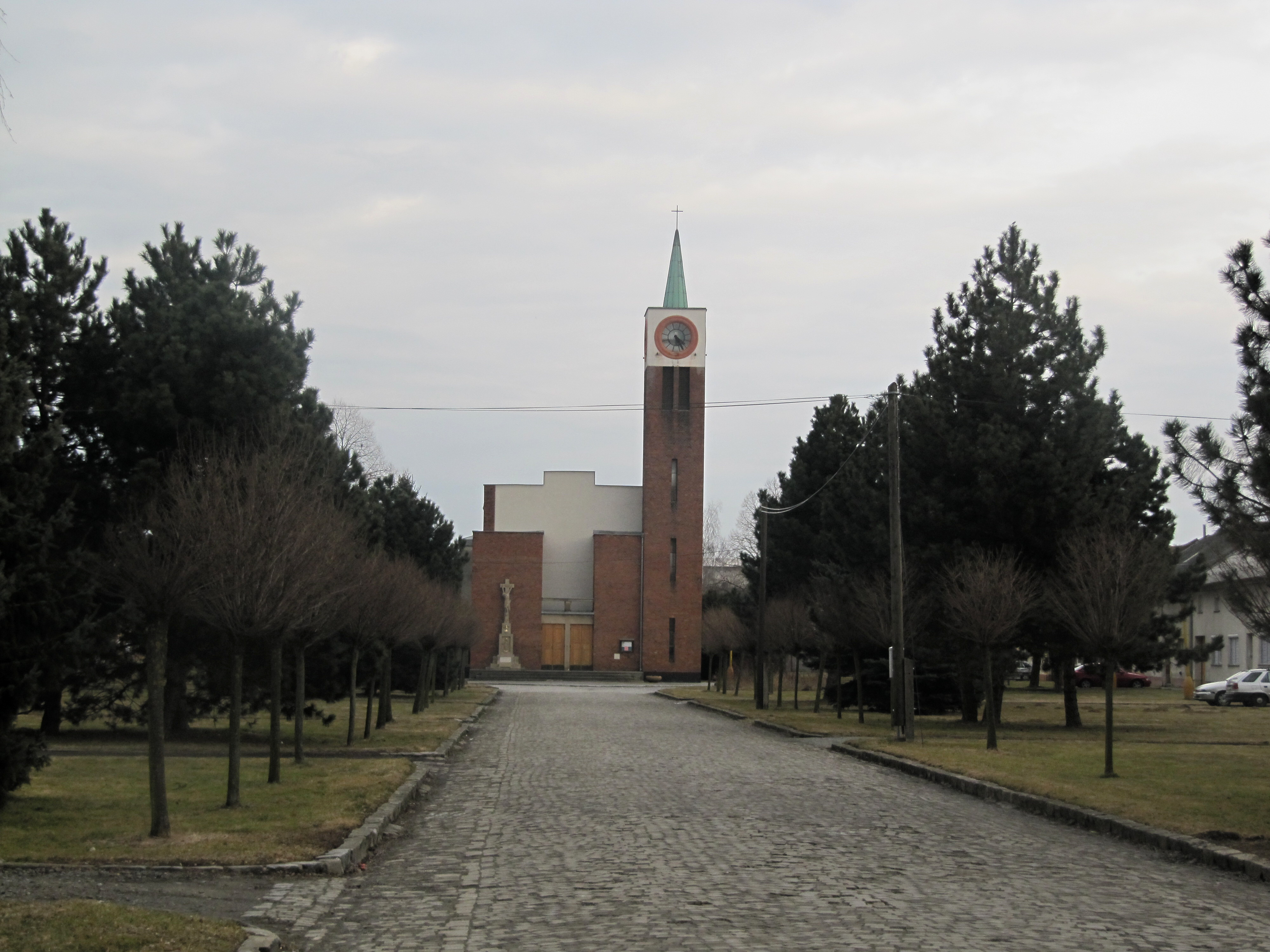
Náves s kostelem
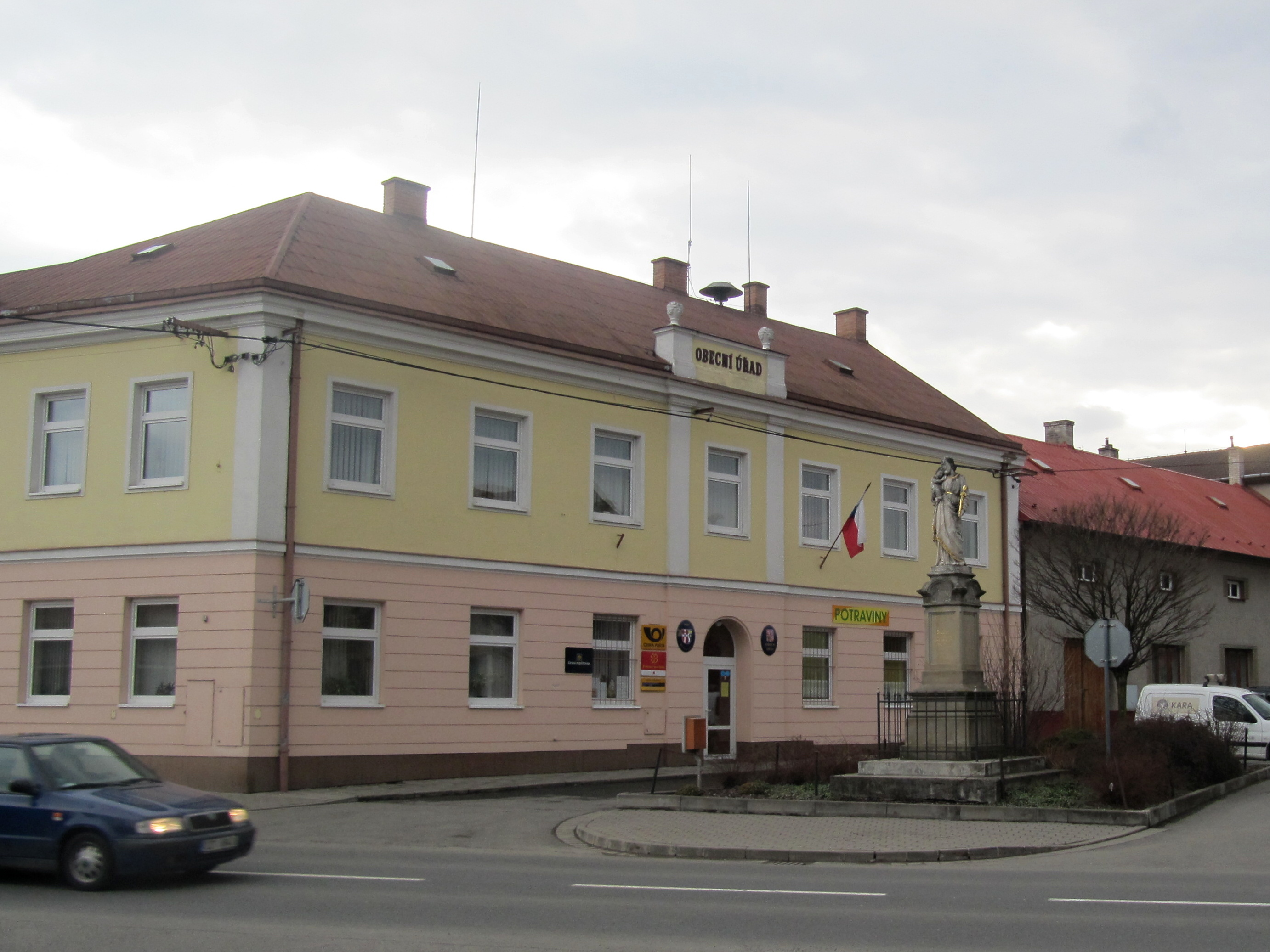
Obecní úřad
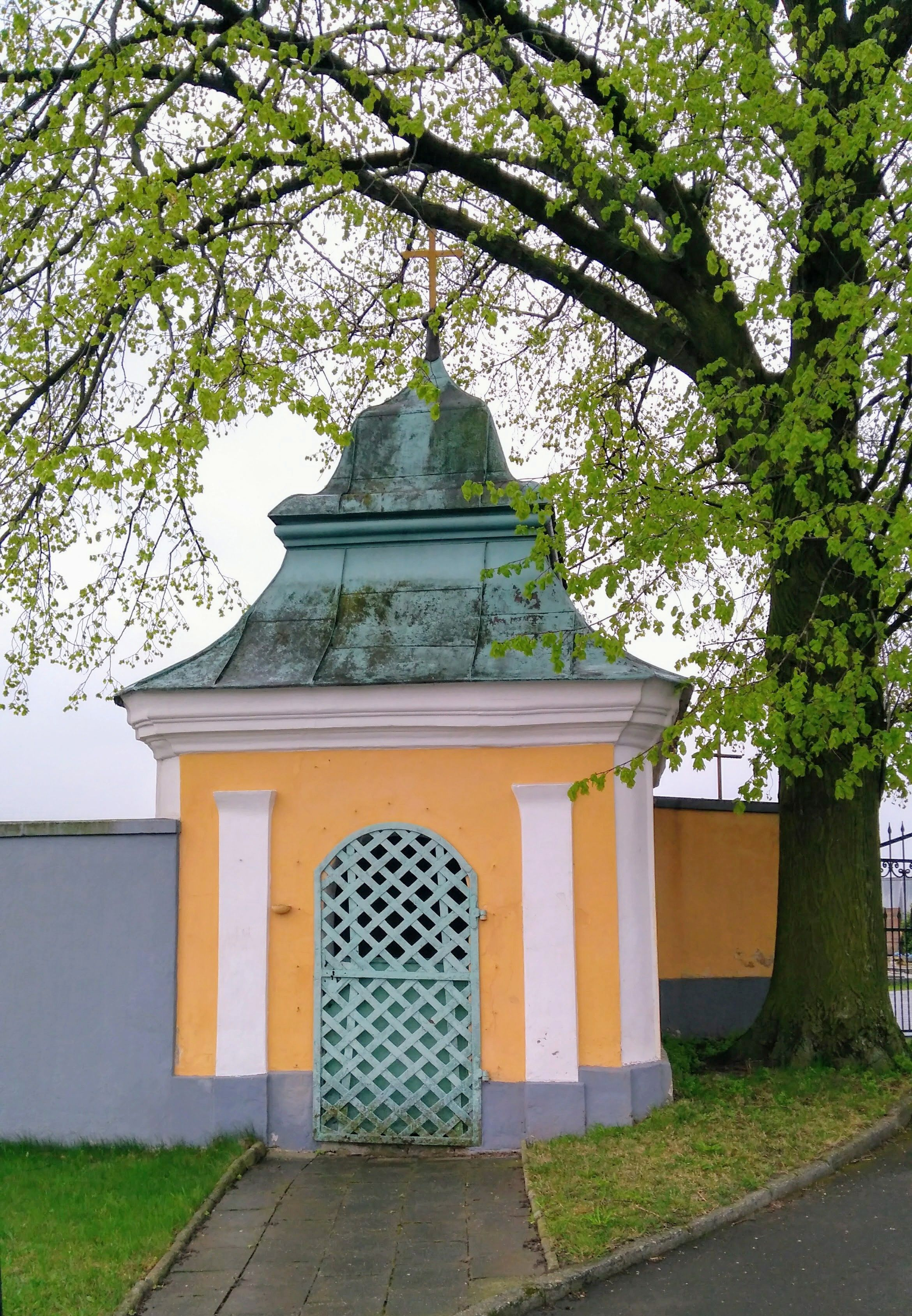
Kaple svatého Floriána u hřbitova
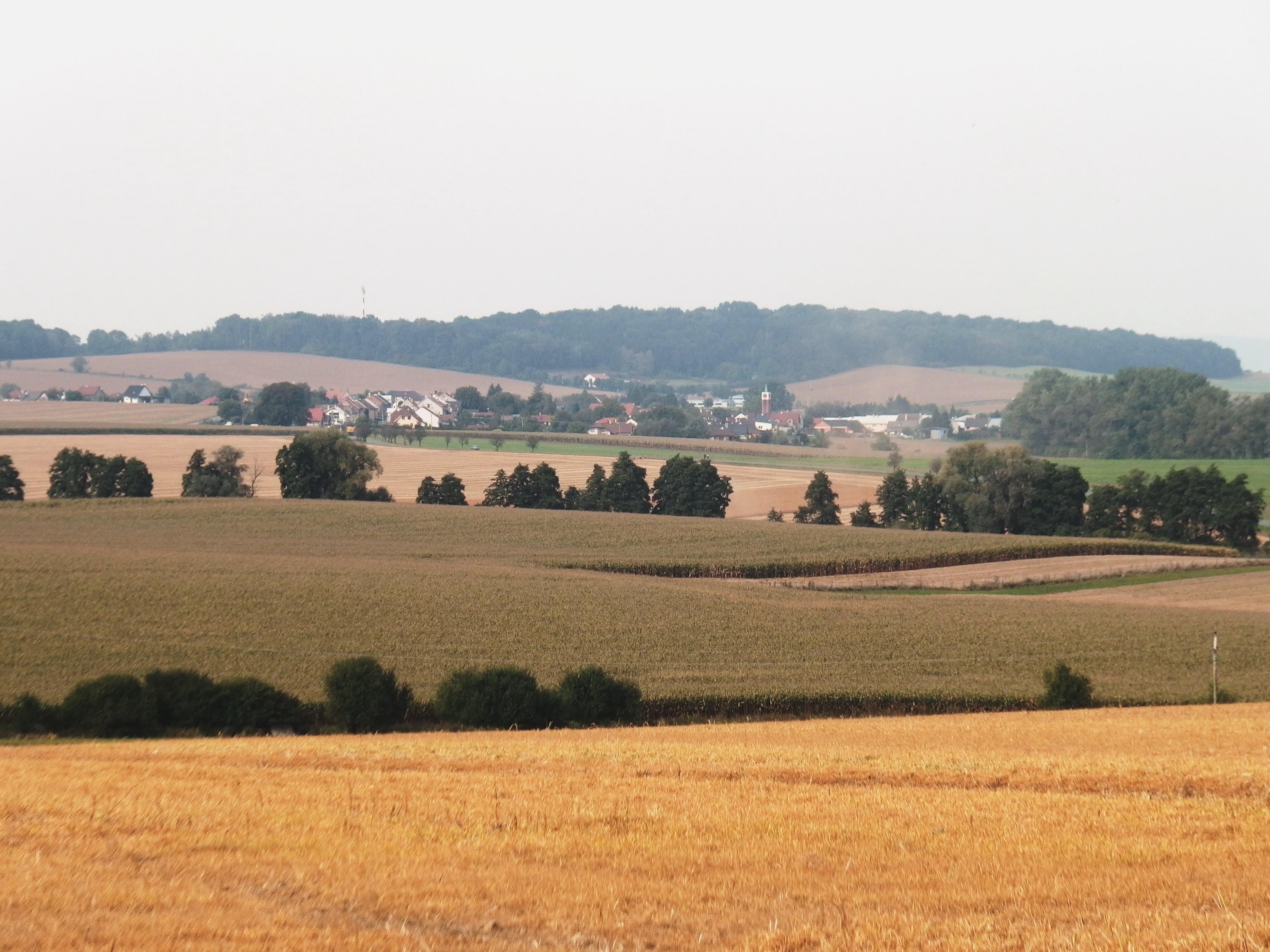
Celkový pohled